# Damaged (Course of Nature)
Damaged è il secondo album del gruppo statunitense Course of Nature, pubblicato il 29 gennaio 2008 dalla Silent Majority Group.

## Tracce
1. Anger Cage – 3:05
2. Right Before My Eyes – 4:33
3. Time Is Slipping Away – 3:07
4. Memory Of You – 3:46
5. The Window – 3:13
6. Live Again – 3:49
7. Gone – 4:42
8. How Great You Are – 3:53
9. World At War – 3:19
10. Forget Her – 4:41